# Ibayashi Akira
Akira Ibayashi (井林 章 (Tỉnh-Lâm Chương) Ibayashi Akira, sinh ngày 5 tháng 9 năm 1990) là một cầu thủ bóng đá người Nhật Bản. Anh là đội trưởng của Tokyo Verdy.

## Thống kê câu lạc bộ
Cập nhật đến ngày 23 tháng 2 năm 2018.
| Thành tích câu lạc bộ | Thành tích câu lạc bộ | Thành tích câu lạc bộ | Giải vô địch | Giải vô địch | Cúp                   | Cúp                   | Tổng cộng | Tổng cộng |
| Mùa giải              | Câu lạc bộ            | Giải vô địch          | Số trận      | Bàn thắng    | Số trận               | Bàn thắng             | Số trận   | Bàn thắng |
| Nhật Bản              | Nhật Bản              | Nhật Bản              | Giải vô địch | Giải vô địch | Cúp Hoàng đế Nhật Bản | Cúp Hoàng đế Nhật Bản | Tổng cộng | Tổng cộng |
| --------------------- | --------------------- | --------------------- | ------------ | ------------ | --------------------- | --------------------- | --------- | --------- |
| 2013                  | Tokyo Verdy           | J2 League             | 28           | 1            | 2                     | 0                     | 30        | 1         |
| 2014                  | Tokyo Verdy           | J2 League             | 37           | 0            | 1                     | 1                     | 38        | 1         |
| 2015                  | Tokyo Verdy           | J2 League             | 41           | 2            | 2                     | 0                     | 43        | 2         |
| 2016                  | Tokyo Verdy           | J2 League             | 38           | 4            | 3                     | 0                     | 41        | 4         |
| 2017                  | Tokyo Verdy           | J2 League             | 41           | 3            | 0                     | 0                     | 41        | 3         |
| Tổng                  | Tổng                  | Tổng                  | 195          | 10           | 8                     | 1                     | 203       | 11        |